# Croninia kingiana
Croninia kingiana är en ljungväxtart som först beskrevs av Ferdinand von Mueller, och fick sitt nu gällande namn av J.M. Powell. Croninia kingiana ingår i släktet Croninia, och familjen ljungväxter. Inga underarter finns listade i Catalogue of Life.